# 이승만 암살 음모 사건
이승만 암살 음모 사건은 나재하 등 9명이 이종태를 사주해 1955년 10월 3일 개천절 행사 때 이승만 대통령에 대한 수류탄 암살을 기도하였다가 사전에 발각되어 체포된 사건이다. 나재하, 김병호, 민영수, 김재호, 김익중, 이범륜, 유성연, 김동혁, 김동훈 등 9명이 국방경비법 위반으로 기소되었고, 이 중 이범륜과 김동훈에게는 사형이 선고됐다. 복역 중이던 이들은 1960년 4.19 혁명 때 석방되었다. 피고인들의 후손들은 이 사건이 육군특무대장 김창룡과 이종태의 함정수사라고 주장하였다.

## 사건 내용

### 사건 당시
1955년 과거독립운동을 했던 나재하, 김병호, 민영수, 김재호, 김익중, 이범륜, 유성연, 김동혁, 김동훈에게 이종태라는 청년이 접근하였다. 이종태는 이승만을 비판하면서 나재하 등에게 ‘이대로는 안 된다. 도탄에 빠진 국민을 구하기 위해서는 이승만을 제거해야 한다’고 목소리를 높였다. 이에 나재하 등은 이종태에게 1955년 10월 3일 개천절 행사 때 수류탄을 터뜨려 이승만을 죽여달라고 부탁했으며 이종태에게 수류탄 등을 지원했다.
하지만 이 음모는 1955년 10월 3일 거사 직전 특무대에 의해 발각되었다.
1955년 10월 14일 대한민국 공보실은 이 사건은 월북한(납북된) 조소앙의 지령에 의한 것이라고 하였다.
이들의 사주를 받아 수류탄을 호주머니에 넣고 식장에 들어갔다가 투척을 포기했다는 이종태는 기소도 되지 않았고, 증인으로도 나오지 않았으며, 피의자 신문조사를 받지도 않았다. 피고인 김재호는 이종태가 김창룡의 부하라고 증언하였다.

### 기소 내용
- 나재하(70, 장로, 전 한독당 중앙상임위원): 국방경비법 제32조 위반(이적죄)[4]
- 김병호(47, 일명 김중민, 무직, 전 한독당 중앙집행위원, 사회당 조직부장): 국방경비법 제32조 위반(이적죄)[4]
- 민영수(55, 변호사, 전 사회당 법제정책위원장): 국방경비법 제32조 위반(이적죄)[5]
- 김재호(53, 일명 금백암, 무직, 중국 남의사 출신, 중경 임시 정부 출신): 국방경비법 제32조 위반(이적죄)[5]
- 김익중(57, 무직): 국방경비법 제32조 위반(이적죄)[6]
- 이범륜(30, 육사단 사령부): 국방경비법 제9조 위반, 국방경비법 제47조 위반(내란목적의 살인예비죄), 국방경비법 제32조 위반(이적죄)[6]
- 유성연(32, 제31정양병원 중령, 육군 중령): 국방경비법 제47조 위반(내란목적의 살인예비죄), 무허가무기휴대죄[7]
- 김동혁(31, 국방부 서기관, 예비 육군 대령): 국방경비법 제32조 위반(이적죄)[7]
- 김동훈(28, 육군본부 소령): 국방경비법 제47조 위반(내란목적의 살인예비죄), 국방경비법 제4조 위반(군용물절도죄)[7]

### 판결
나재하, 김병호, 민영수, 김재호, 김익중, 유성연, 김동혁에게는 15년형이 선고됐다.
수류탄을 구해준 김재호의 아들 김동훈과 이종태를 포섭했다는 혐의를 받은 이범륜에게는 사형이 선고됐다.

## 사건 이후
복역 중이던 김병호는 옥중 사망하고 나재하, 민영수, 김재호, 김익중, 유성연, 김동혁은 1960년 4.19 혁명 때 석방되었다.
피고인 나재하의 아들 나학진씨 등은 이 사건이 육군특무대장 김창룡과 이종태의 함정수사라고 주장하였다.